# Larischův altán
Larischův altán je malý kamenný a dřevěný altán v parku Boženy Němcové v části Fryštát města Karviná v okrese Karviná. Nachází se také v nížině Ostravská pánev v Moravskoslezském kraji a v Horním Slezsku.

## Další informace
Larischův altán je připomínkou šlechtického rodu Larisch-Mönnichů. Je to jednoduchá sloupová zastřešená stavba. Je postavená na větší dlážděné základové plošině umístěné na louce. Čtyři historicky cenné pískovcové sloupy pocházejí z původní hrobky rodu Larisch-Mönnich. Střecha altánu je dřevěná. Hrobka stávala v parku u honosného zámku v bývalé vesnické části Karviné zvané Solca (oblast dnešního dolu Darkov), avšak zámek i hrobka byly zbourány v 50. letech 20. století, kdy se poddolované podloží pod těmito stavbami začalo propadat. Altán, který vznikl v 90. letech 20. století z historických sloupů, je po rekonstrukci a je zajímavou dominantou parku Boženy Němcové. Altán je celoročně volně přístupný.

## Galerie

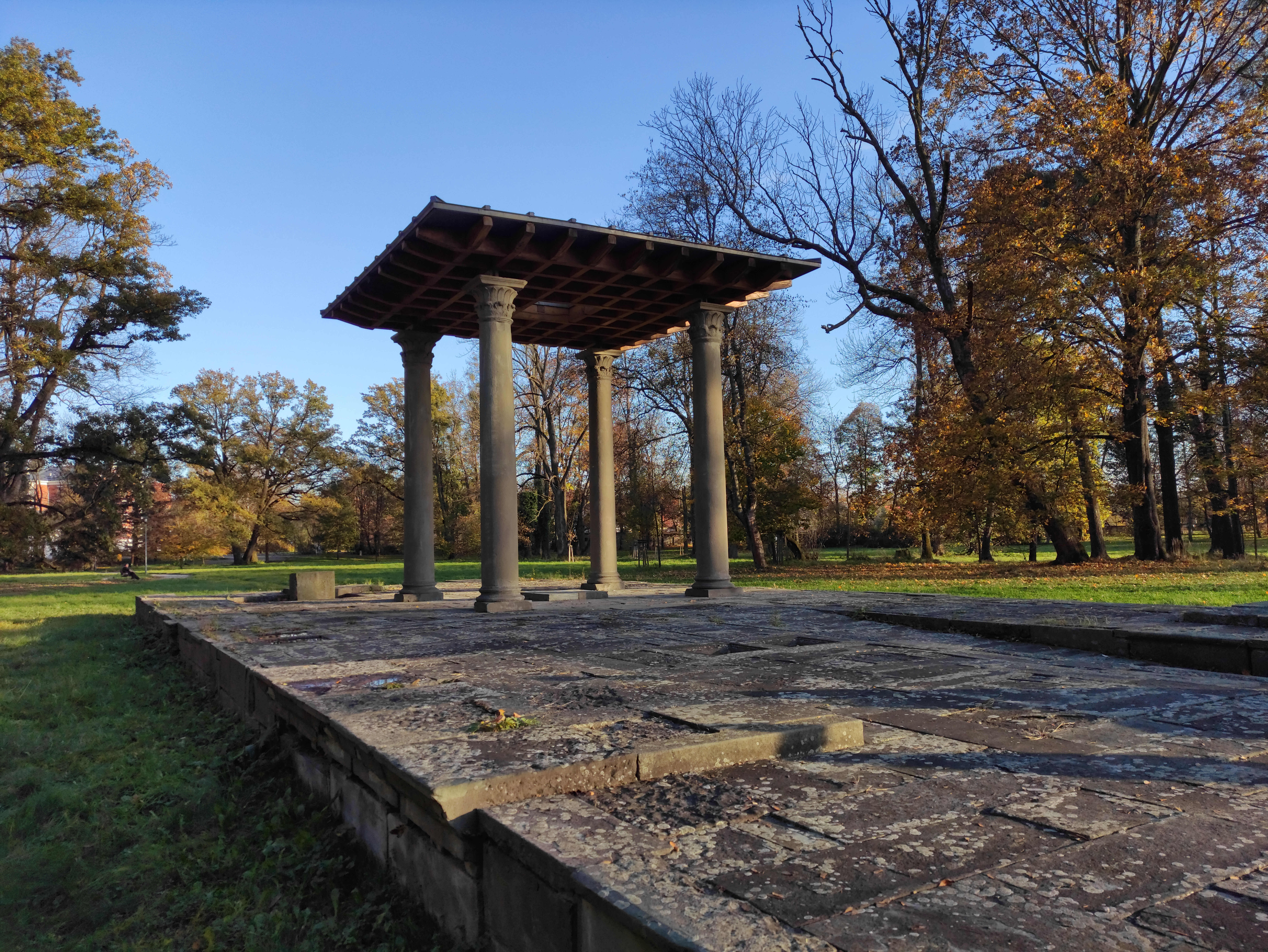
Umístění altánu na vydlážděné ploše parku